# Napier City Rovers Association Football Club
Maillots
Actualités
Le Napier City Rovers AFC est un club néo-zélandais de football basé à Napier.

## Historique
- 1973 : fondation du club par fusion de Napier Rovers et de Napier City
- 1981 : première saison en National Soccer League
- 2001 : première participation à la Coupe d'Océanie des clubs champions achevée à la troisième place

## Palmarès
- Championnat de Nouvelle-Zélande
  - Champion : 1989, 1993, 1998, 2000

- Coupe de Nouvelle-Zélande
  - Vainqueur : 1985, 1993, 2000, 2002, 2019
  - Finaliste : 1997, 2011, 2015

- Le club est classé 8e meilleur club de football océanien du XXe siècle par l'IFFHS

## Joueurs emblématiques
- Mark Paston
- Che Bunce
- Chris Jackson
- Shane Smeltz